# Ereklasse korfbal 2016-2017
De Ereklasse is de hoogste competitie voor het Nederlandse veldkorfbal. Deze competitie wordt gespeeld via 2 poules, genaamd Ereklasse A en Ereklasse B. In elke poule zitten 6 teams. Elk team speelt 10 wedstrijden in het totale seizoen. Uit beide poules degradeert de onderste club direct. De bovenste 2 teams uit elke poule gaan door naar de kruisfinales. In die kruisfinales speelt de nummer 1 van Ereklasse A tegen de nummer 2 van Ereklasse B en de nummer 1 uit Ereklasse B speelt tegen de nummer 2 van de Ereklasse A. Deze kruisfinales zijn 1 wedstrijd en de beide winnaar spelen de landelijke veldfinale.
Het hele seizoen start in september, om te pauzeren begin oktober. Dan verplaatst korfbal naar de zaal en start de Korfbal League. Na het zaalseizoen hervat de veldcompetitie weer waar het gebleven was.

## Teams
| Club                    | Ereklasse Poule | Plaats                 | Coach                            |
| ----------------------- | --------------- | ---------------------- | -------------------------------- |
| AKC Blauw-Wit           | A               | Amsterdam              | Barry Schep & Jennifer Tromp     |
| TOP (A)                 | B               | Arnemuiden             | Arco Goedkoop                    |
| DOS'46                  | A               | Nijeveen               | Daniël Hulzebosch & Haralt Lucas |
| DVO/Accountor           | B               | Bennekom               | Gerald Aukes & Michiel Gerritsen |
| Oranje Wit              | A               | Dordrecht              | Wouter Blok & Jan de Jager       |
| Fortuna/Delta Logistiek | A               | Delft                  | Ard Korporaal & Joost Preuninger |
| KCC/SO natural          | B               | Capelle aan den IJssel | Richard van Vloten               |
| KZ/Thermo4U             | B               | Koog aan de Zaan       | Maarten van Woerkom              |
| LDODK/Rinsma Fashion    | A               | Gorredijk              | Erik Wolsink                     |
| PKC/SWKGroep            | A               | Papendrecht            | Detlef Elewaut                   |
| TOP/Quoratio            | B               | Sassenheim             | Jan Niebeek                      |

## Seizoen

### Ereklasse A
| pos | club                    | gs | w | g | v  | pnt | dv  | dt  | dt  |
| --- | ----------------------- | -- | - | - | -- | --- | --- | --- | --- |
| 1.  | AKC Blauw-Wit           | 10 | 8 | 1 | 1  | 17  | 223 | 170 | +53 |
| 2.  | LDODK/Rinsma Fashion    | 10 | 6 | 1 | 3  | 13  | 223 | 201 | +22 |
| 3.  | DOS'46                  | 10 | 6 | 1 | 3  | 13  | 226 | 206 | +20 |
| 4.  | Fortuna/Delta Logistiek | 10 | 5 | 2 | 3  | 12  | 203 | 184 | +19 |
| 5.  | Dalto                   | 10 | 2 | 1 | 7  | 5   | 196 | 215 | -19 |
| 6.  | Oranje Wit              | 10 | 0 | 0 | 10 | 0   | 171 | 266 | -95 |

### Ereklasse B
| pos | club          | gs | w | g | v  | pnt | dv  | dt  | dt  |
| --- | ------------- | -- | - | - | -- | --- | --- | --- | --- |
| 1.  | PKC/SWK Groep | 10 | 9 | 0 | 1  | 18  | 261 | 167 | +94 |
| 2.  | TOP/Quoratio  | 10 | 6 | 0 | 4  | 12  | 207 | 213 | -6  |
| 3.  | KZ/Hiltex     | 10 | 6 | 0 | 4  | 12  | 233 | 216 | +17 |
| 4.  | DVO/Accountor | 10 | 5 | 0 | 5  | 10  | 207 | 236 | -29 |
| 5.  | KCC           | 10 | 4 | 0 | 6  | 8   | 186 | 209 | -23 |
| 6.  | TOP (A)       | 10 | 0 | 0 | 10 | 0   | 185 | 238 | -53 |

## Play-offs en finale
|  | Halve finale | Halve finale         | Halve finale         |    |               | Finale        | Finale | Finale |
|  |              |                      |                      |    |               |               |        |        |
|  | A1           | AKC Blauw-Wit        | 16                   |    |               |               |        |        |
|  | B2           | TOP/Quoratio         | 13                   |    |               |               |        |        |
|  | B2           | TOP/Quoratio         | 13                   |    | A1            | AKC Blauw-Wit | 22     |        |
|  |              |                      |                      |    | A1            | AKC Blauw-Wit | 22     |        |
|  |              | A2                   | LDODK/Rinsma Fashion | 12 |               |               |        |        |
|  | B1           | A2                   | LDODK/Rinsma Fashion | 12 | PKC/SWK Groep | 18            |        |        |
|  | B1           |                      |                      |    | PKC/SWK Groep | 18            |        |        |
|  | A2           | LDODK/Rinsma Fashion | 22                   |    |               |               |        |        |

| Veld Kampioen van Nederland 2017 |
| -------------------------------- |
| AKC Blauw-Wit                    |

## Degradatie & Promotie
De onderste ploeg uit Ereklasse A en de onderste ploeg uit Ereklasse B degraderen direct. Uit de Hoofdklasse promoveren dan 2 teams, die dan verdeeld worden over de Ereklasse poules.
Aan het eind van seizoen 2016-2017 degraderen TOP (A) en Oranje Wit.
Uit de Hoofdklasse promoveert DSC en AW.DTV.